# Parkkimanjärvi
Parkkimanjärvi eller Parkkimajärvi är en sjö i Finland. Den ligger i kommunen Pyhäjärvi i landskapet Norra Österbotten, i den centrala delen av landet, 400 km norr om huvudstaden Helsingfors. Parkkimanjärvi ligger 149,5 meter över havet. Arean är 9,87 kvadratkilometer och strandlinjen är 20,86 kilometer lång. Sjön  ingår i Pyhäjoki älvs huvudavrinningsområde.   I omgivningarna runt Parkkimanjärvi växer i huvudsak blandskog. Den sträcker sig 6,3 kilometer i nord-sydlig riktning, och 5,7 kilometer i öst-västlig riktning.
I övrigt finns följande i Parkkimanjärvi:
- Selkäluoto (en ö)